# Шиґувек
Шиґувек (пол. Szygówek) — село в Польщі, у гміні Пултуськ Пултуського повіту Мазовецького воєводства.
Населення — 26 осіб (2011).
У 1975—1998 роках село належало до Цехановського воєводства.

## Демографія
Демографічна структура станом на 31 березня 2011 року:
|          | Загалом | Допрацездатний вік | Працездатний вік | Постпрацездатний вік |
| -------- | ------- | ------------------ | ---------------- | -------------------- |
| Чоловіки | 10      | 1                  | 8                | 1                    |
| Жінки    | 16      | 4                  | 6                | 6                    |
| Разом    | 26      | 5                  | 14               | 7                    |